# 591 (tal)
591 är det naturliga heltal som följer 590 och följs av 592.

## Matematiska egenskaper
- 591 är ett udda tal.
- 591 är ett semiprimtal[1].
- 591 är ett sammansatt tal.
- 591 är ett defekt tal.
- 591 är ett lyckotal.
- 591 är ett Polygontal.

## Inom vetenskapen
- 591 Irmgard, en asteroid.